# Трепашкин, Михаил Иванович
Михаи́л Ива́нович Трепа́шкин (род. 7 апреля 1957, дер. Мальково, Лиозненский район, Витебская область, Белорусская ССР) — советский и российский деятель спецслужб, бывший сотрудник КГБ СССР, ФСБ России и Федеральной службы налоговой полиции, впоследствии адвокат.
Стал известен после того, как 18 ноября 1998 года принял участие в пресс-конференции, на которой бывший сотрудник ФСБ России Александр Литвиненко и его коллеги заявили, что по приказу руководства ФСБ России должны были организовать убийство Бориса Березовского. Был экспертом в общественной комиссии по расследованию взрывов жилых домов в России под председательством депутата Государственной думы Сергея Ковалёва.

## Ранние годы
Родился 7 апреля 1957 года в деревне Мальково, Горбовского с/с, Лиозненского района, Витебской области, Белоруссия.
После окончания Добромысленской средней школы в 1974 году поступил на 2-й курс режиссёрского отделения ВКПУ (город Витебск).

## Служба в ВМФ СССР
С 5 мая 1975 года по 3 мая 1978 года проходил срочную службу в ВМФ СССР на многоцелевой атомной подводной лодке К-462 (проекта 671) 3-й дивизии подводных лодок Северного флота. В 1975 году прошёл обучение в 506 УКОПП (Учебный Краснознамённый отряд подводного плавания) имени С. М. Кирова дважды Краснознамённого Балтийского флота по специальности «гидроакустик» (город Ленинград) и курсы подготовки при ВВМУРЭ им. Попова. В 1977 году окончил отделение журналистики при политотделе 1 флотилии Краснознаменного Северного флота, являлся внештатным корреспондентом газеты «Подводник Заполярья». Участник дальних походов.

## Служба в органах государственной безопасности
С 1979 года начал службу в органах госбезопасности. В 1980 году участвовал в обеспечении безопасности Олимпийских игр в Москве.
В 1984 году окончил с отличием следственный факультет Высшей школы КГБ СССР им. Ф. Э. Дзержинского и был направлен в Следственный отдел КГБ СССР в Лефортово. Расследовал дела контрабандистов, нелегально переправлявших старинные иконы и антиквариат за границу, а также дела по организованной преступности и получившие широкий общественный резонанс.
В 1982 году окончил Университет лекторов при МГК КПСС.
После расформирования в декабре 1993 года следственного аппарата в органах госбезопасности участвовал в разработках террористических группировок. В этот период награждён боевыми правительственными наградами, в частности, медалями «За отличие в воинской службе I степени», «За отвагу».
В июне 1994 года за пресечение диверсионно-террористической деятельности группы лиц, совершавших подрывы в Баку и на Юге России, досрочно присвоено очередное звание «подполковник юстиции».
В феврале 1996 года директор ФСБ Михаил Барсуков приказом объявил об его неполном служебном соответствии, но позднее Московский гарнизонный суд признал этот приказ незаконным. Согласно Екатерине Заподинской, Трепашкин был наказан за проведение несанкционированной операции против одной из чеченских банд, намеревавшейся провести крупную вооруженную акцию в Москве в связи с годовщиной событий в Грозном.
В мае 1997 года его уволили из ФСБ по сокращению штатов. Ситуация по причинам увольнения отражена в публикациях: «Борца с чеченским бандитизмом заставили уволиться из ФСБ» (газета «Коммерсантъ», № 61 от 08.04.1998 года, статья Е. Заподинской), «Генштаб помогал дудаевской мафии» (газета «Комсомольская правда», 13.05.1997 г., Москва, статья В. Сокирко), «Приказано молчать» («Литературная газета», 25 ноября 1998 года, статья И. Андреева), «Вожди-пистолеты» («Новая газета», 24 мая 2004 года, статья Р. Шлейнова) и др.
В июле 1997 года Трепашкин получил удостоверение пенсионера ФСБ РФ и ветерана.

## Служба в налоговой полиции
В ноябре 1997 года Трепашкину М. И. предложили работу в Федеральной службе налоговой полиции Российской Федерации в должности начальника следственного отдела в центральном аппарате либо заместителем начальника Управления ФСНП России по Московской области. 19 января 1998 года он начал работать в должности начальника следственного отдела УФСНП России по Московской области. Как пояснил сам Трепашкин, «необходимо было вначале поднять уровень следственной работы в Управлении». В это время появились уголовные дела на фирмы олигарха Брынцалова В. А. , экономическая часть уголовных дел по взрыву на Котляковском кладбище (убийство М.Лиходея и др.) и убийства депутата А.Айдзердзиса в подмосковных Химках, а также на ряд крупнейших спиртовых и виноразливочных заводов, что не могло не вызвать недовольство их покровителей.
В 1999 году Трепашкин М. И. прошёл собеседование в Администрации Президента России для назначения на должность начальника Следственного управления ФСНП России, однако назначение не состоялось из-за скандала с участием на пресс-конференции от 17 ноября 1998 года, где сотрудники УРПО ФСБ РФ рассказали, как руководство поручало им убить Бориса Березовского, похитить Умара Джабраилова и «проломить голову начальнику следственного отдела налоговой полиции Трепашкину».
В сентябре 2000 года в звании полковника налоговой полиции уволился из ФСНП России, находясь на должности начальника отдела ОТМ и НН, оставаясь на учёте в пенсионном отделе ЦА. После упразднения ФСПН России Трепашкин состоял на учёте в Федеральной службе Российской Федерации по контролю за оборотом наркотиков, а с 2003 года в пенсионном управлении ГУВД города Москвы.

## Обвинение в разглашении государственной тайны

### Предпосылки
Михаил Трепашкин стал широко известен после того, как 17 ноября 1998 года принял участие в пресс-конференции, на которой бывший сотрудник ФСБ Александр Литвиненко и его коллеги заявили, что по приказу руководства ФСБ должны были организовать убийство Бориса Березовского. После пресс-конференции Трепашкина вынудили уволиться из следственного отдела управления федеральной службы налоговой полиции по Московской области, и он стал адвокатом.
По словам Михаила Трепашкина, с Литвиненко его сблизила «несправедливость со стороны родного чекистского ведомства». После того как Литвиненко эмигрировал в Великобританию, М. Трепашкин продолжал общаться с ним по телефону и давать юридические консультации.
Трепашкин являлся помощником Бориса Березовского, когда тот был депутатом Госдумы.

### Начало преследования
Согласно Екатерине Заподинской, телефонные разговоры с Литвиненко стали поводом для обыска 22 января 2002 года в его квартире. Заподинская ссылается на постановление Главной военной прокуратуры РФ, где целью обыска названы «предметы и документы, указывающие о местонахождении находящегося в розыске Литвиненко». Следователи обнаружили копии материалов ФСБ, КГБ, ФСК и Министерства безопасности, которые прокуратура посчитала секретными. Согласно прокуратуре, следователи нашли около 20 незарегистрированных патронов. Главная военная прокуратура возбудила уголовное дело по обвинению в незаконном хранении патронов и разглашении государственной тайны. Трепашкин обвинялся в том, что, будучи сотрудником КГБ и ФСБ, он копировал и незаконно хранил дома служебные документы, многие из которых были секретными.
Две сестры, мать которых погибла в одном из взорванных домов, обратились к Михаилу Трепашкину для защиты в суде над Ю. Крымшамхаловым и А. Деккушевым, обвинёнными в осуществлении взрывов жилых домов в Москве и Волгодонске. По утверждению г-на Трепашкина, готовясь к процессу, он обнаружил фоторобот неизвестного подозреваемого, чьё описание было изъято из досье. Этот человек, согласно имярек, оказался одним из его бывших коллег по ФСБ. По словам г-на Трепашкина, он также нашёл свидетеля, который подтвердил, что показания были искажены, чтобы увести следствие от обвинения ФСБ. Г-н Трепашкин утверждал, что так и не смог рассказать о своих находках на суде, но успел сообщить о своём расследовании одному из московских журналистов.
Трепашкин расследовал письмо, чьё авторство Александр Литвиненко приписывал Ачемезу Гочияеву, подозреваемому в организации взрывов жилых домов в Москве. По утверждению Трепашкина, он обнаружил, что под инициалом «К.» предполагаемого заместителя Гочияева, который организовал завоз мешков, может иметься в виду заместитель генерального директора Капстрой-2000, «некий Кормишин из города Вязьма».
22 октября 2003, за неделю до начала судебных слушаний, Михаил Трепашкин был задержан инспекторами ДПС на контрольном посту милиции на 47-м километре Дмитровского шоссе. Согласно прокуратуре, при обыске его машины был обнаружен незарегистрированный пистолет, но это сведение было успешно оспорено в суде. Прокуратурой Дмитрова было возбуждено ещё одно уголовное дело по обвинению в незаконном приобретении и хранении оружия. С санкции Дмитровского городского суда Трепашкин был заключён под стражу.

### Судебный процесс
Суд отказался заслушать свидетельницу Марию Вратских, утверждавшую, что она видела, как вызванный сантехник заходил в домашний кабинет Трепашкина. По утверждению М. Трепашкина, в те дни, когда он находился под стражей, Мария Вратских была обнаружена мёртвой.
19 мая 2004 года Московский окружной военный суд приговорил г-на Трепашкина к 4 годам лишения свободы за разглашение государственной тайны и незаконное хранение патронов. Адвокатами была подана кассационная жалоба. 13 сентября 2004 года Военная коллегия Верховного суда оставила приговор в силе.
15 апреля 2005 года Дмитровский городской суд добавил Трепашкину 1 год лишения свободы за незаконное хранение оружия. 1 июля 2005 Московский областной суд отменил этот приговор. Однако основной приговор (за разглашение государственной тайны и незаконное хранение патронов) остался в силе.

### Отбывание срока
30 августа 2005 года г-н Трепашкин был условно-досрочно освобождён, однако прокуратура Нижнего Тагила, где он отбывал наказание, опротестовала это судебное решение уже после того, как прошло 10 суток и Трепашкин находился дома в Москве. Поводом для отмены являлось письмо Главного военного прокурора Савенкова А. Н. о том, что Трепашкина как «адвоката Березовского» необходимо содержать в колонии. 16 сентября 2005 года Свердловский областной суд удовлетворил кассационное представление прокуратуры Нижнего Тагила и отменил постановление об условно-досрочном освобождении Трепашкина.
24 ноября 2005 года Тагилстроевский суд Нижнего Тагила отказал в удовлетворении заявления г-на Трепашкина об условно-досрочном освобождении и оставил его в колонии-поселении. Адвокаты обжаловали это постановление. 15 марта 2006 года Свердловский областной суд оставил его в силе.
3 апреля 2006 Михаил Трепашкин объявил о начале бессрочной голодовки протеста. Он заявил, что голодовка будет закончена, если будут выполнены следующие требования: его немедленное освобождение от незаконного содержания под стражей, предоставление полноценного лечения в гражданской больнице, соответствующей профилю его заболевания, а также создание международной медицинской комиссии для решения вопроса о возможности его дальнейшего отбывания наказания по состоянию здоровья. Решение о голодовке Трепашкин принял после ряда, с его точки зрения, грубых нарушений уголовно-процессуального законодательства судебной коллегии Свердловского областного суда. Его адвокат Сергей Кузнецов заявил, что все эти факты явно свидетельствуют о заказном характере «Дела Трепашкина» и что это дело сфабриковано по политическим мотивам Главной военной прокуратурой РФ.
Находясь в местах лишения свободы в Нижнем Тагиле, Михаил Трепашкин и правозащитник Сергей Кузнецов создали сайт «Трепашкин говорит.. Красная утка», где описывали условия пребывания осуждённых в исправительной колонии № 13 ГУ ФСИН России по Свердловской области.
30 ноября 2007 вышел на свободу.

### Освещение в СМИ
Дело Михаила Трепашкина освещалось западной прессой и вызвало международную кампанию в его защиту. Михаил Трепашкин — один из главных героев документального фильма Андрея Некрасова «Недоверие».

### Реакция Совета Европы
В сентябре 2006 года в своём рабочем докладе председатель комитета по законодательству и правам человека Христос Пургуридес (Кипр, группа Партии Европейского Народа) высветил следующие несовершенства судебной системы в России.
- ФСБ до сих пор владеет собственными центрами задержания, включая Лефортово.
- Отдельно от нормальных для службы государственной безопасности обязанностей, статья 10 Закона об органах ФСБ позволяет ей заниматься следствием по широкому кругу нарушений, включая шпионаж.
- Существуют признаки зависимости прокуратуры России от ФСБ. Председатель процитировал письмо российского общественного комитета в защиту учёных, где говорится, что «целые абзацы из заявлений генералов ФСБ оказываются в приговорах суда».
- На примере г-на Трепашкина председатель показал, что ФСБ, чьей обязанностью является защита секретов, не может участвовать в следствии, сопряжённом с их разглашением, поскольку является пострадавшей стороной.
- Председатель сообщил, что получил обтекаемые ответы от российской стороны на свой упорный вопрос, почему арест по отзыву досрочного освобождения Трепашкина был выполнен сотрудниками ФСБ, а не внутренних дел, как это обычно бывает.

Председатель упомянул множество несоответствий в делах Михаила Трепашкина, Игоря Сутягина, Анатолия Бабкина, Валентина Данилова, Григория Пасько, Валентина Моисеева, Александра Никитина, Оскара Кайбышева, Владимира Сойфера, Владимира Щурова, Юрия Хворостова. Председатель напомнил, что его письменная просьба к российским властям в начале 2006 года о встрече с Трепашкиным осталась без ответа.
19 апреля 2007 года Парламентская Ассамблея Совета Европы приняла резолюцию, касающуюся «довольно неясных либо чрезмерно широких» законов об официальных секретах. В резолюции ассамблея обнаружила явные признаки неуважения к принципам честного суда в серии шпионских дел в России. Ассамблея призвала к немедленному освобождению учёных Игоря Сутягина, Валентина Данилова, а также бывшего сотрудника КГБ Михаила Трепашкина.
В своём отчёте комитет по законодательству и правам человека Совета Европы высказал опасения, что законы о государственных секретах во многих странах-членах Совета Европы довольно размытые и могут быть истолкованы, чтобы затронуть широкий диапазон легальных занятий журналистов, учёных, адвокатов или других защитников прав человека. Комитет предложил, чтобы следующие виды информации никогда не подлежали пересмотру в качестве государственного секрета:
- Информация в общественном достоянии
- Информация, совместно используемая в международном научном сотрудничестве
- Информация бьющих тревогу при раскрытии коррупции или нарушений прав человека[38].

### Реакция правозащитных организаций
«Международная амнистия» неоднократно призывала к повторному рассмотрению дела Михаила Трепашкина и выражала озабоченность об отсутствии необходимого медицинского ухода за серьёзным случаем астмы у осуждённого. 
Ряд российских правозащитников считали Михаила Трепашкина политическим заключённым в силу, по их мнению, явного политического мотива преследования Трепашкина.
Европейский суд по правам человека дважды выносил решения по жалобам Трепашкина (№ 36898/03 от 19 июля 2007 года и № 34473/05 от 3 апреля 2018 года), признав нарушение Российской Федерацией его прав, гарантированных статьями 3, 5, 8 и 13 Европейской конвенции о защите прав человека и основных свобод.

## Деятельность после освобождения
Михаил Трепашкин продолжает заниматься адвокатской и правозащитной деятельностью, участвует в правозащитных и оппозиционных митингах. В марте 2010 г. он подписал обращение российской оппозиции «Путин должен уйти».
В 2011 году прошёл кратковременное повышение квалификации в федеральном государственном образовательном бюджетном учреждении высшего профессионального образования «Финансовый университет при Правительстве Российской Федерации» (удостоверение рег.№ 06.01д3/2097-д).
8 мая 2013 года создана коллегия адвокатов «Трепашкин и партнёры».
12 ноября 2012 года аттестационным комитетом Восточно-Европейского отделения Международной академии наук Сан-Марино (L’Accademia Internazionale delle Scienze San-Marino) Трепашкину М. И. присуждена ученая степень кандидата юридических наук (диплом DD № 001208). 3 марта 2014 года присуждена ученая степень доктора юридических наук.
В марте 2016 года стало известно, что в 2015 году Следственный комитет России возбудил в отношении Трепашкина уголовное дело по ст.310 УК РФ «разглашение данных предварительного расследования после того, как 6 февраля 2015 года в печать вышел номер газеты с его комментарием по громкому делу в отношении бывшего высокопоставленного должностного лица Минюста Сергея Мурашкина, который обвиняется в мошенничестве. Это дело было в итоге прекращено по амнистии.
4 марта 2017 года избран профессором Академии военных наук (АВН) Российской Федерации.
7 апреля 2017 года Трепашкину М. И. присвоено звание „Ветеран труда“.

## Правозащитная и адвокатская деятельность

### Иск к службе исполнения наказаний
В марте—апреле 2008 года Замоскворецкий районный суд города Москвы рассматривал иск Михаила Трепашкина против Федеральной службы исполнения наказаний и начальника её пресс-службы Александра Сидорова. Согласно агентству „Новости“, г-н Сидоров связал статью обвинения с изменой Родине. Представитель г-на Сидорова в суде заявил о непричастности своего клиента и об искажении его высказывания агентством „Новости“.

### Дело Юлии Приведённой
В 2008—2010 годы Трепашкин занимался защитой Юлии Приведённой, активистки объединения „Ф.А.К.Э.Л.-П.О.Р.Т.О.С.“, которую власти обвиняли в создании незаконного вооруженного формирования, а затем решили поместить в стационар для психиатрического обследования.

### ДелоГригория Грабового
В 2008—2010 гг. Трепашкин занимался защитой Григория Грабового, создателя нового религиозного движения „Учения о всеобщем спасении и гармоничном развитии“ и основателя „партии ДРУГГ“, которого обвиняли в мошенничестве.

### Дело Владимира Белашева
В 2008—2010 гг. Трепашкин занимался защитой Владимира Белашева, которого обвиняли в террористической деятельности в составе запрещённой организации „Реввоенсовет“ (создана главным редактором газеты „Молодой коммунист“ Игорем Губкиным, который в 2002 году был приговорен Мосгорсудом к десяти годам шести месяцам заключения). Европейский суд по правам человека вынес решение о нарушении судом России ст.6 Конвенции о защите прав человека и основных свобод в ходе судебного разбирательства. При повторном рассмотрении уголовного дела в Мосгорсуде В.Белашев был освобожден из-под стражи и освобожден от дальнейшего наказания.

### Дело сестер Морозовых
В 2003 году Трепашкин М. И. защищал интересы потерпевших сестер Морозовых Елены и Татьяны в деле по подрыву домов в Москве в сентябре 1999 года.

### Дело Алексея Олесинова
В 2009 году Трепашкин занимался защитой активиста движения „АнтиФа“ Алексея Олесинова, обвинявшегося в хулиганстве и причинении тяжких телесных повреждений.

### Дело Игоря Харченко
В 2012 году Трепашкин М. И. осуществлял защиту антифашиста Игоря Харченко, который обвинялся в хулиганстве, участии в экстремистском сообществе под названием „Антифа“ и нанесении телесных повреждений двум националистам, один из которых — соратник опального полковника Владимира Квачкова.

### Дело Бориса Стомахина
В 2012—2013 гг. Трепашкин осуществлял защиту публициста Бориса Стомахина, осуждённого за разжигание национальной вражды и призывы к экстремистским действиям.

### Дело Тагаева и другие (Матери Беслана)
Трепашкин представлял в Европейском суде по правам человека интересы 162 матерей Беслана, чьи дети пострадали от террористического акта 1-4 сентября 2004 года (дело по жалобе „Тагаева и другие против Российской Федерации“ № 26562/07 и др.). ЕСПЧ признал, что властями России были нарушены положения статьи 2 Европейской Конвенции о защите прав человека и основных свобод в части: позитивного обязательства по воспрепятствованию угрозе для жизни в отношении всех заявителей; обязательства по проведению эффективного расследования в отношении всех заявителей; обязательств по планированию и контролю за проведением операции с применением летального оружия в целях минимизации угрозы жизни в отношении заявителей, а также в части применения летального оружия представителями государства в степени, превышавшей абсолютно необходимую.

### ДелоРудникова В. А.
В 2019—2023 гг. Трепашкин защищал интересы российского предпринимателя Вячеслава Рудникова, в отношении которого велось уголовное преследование по обвинению в мошенничестве. Трепашкин настаивал на прекращении уголовного преследования в связи с истечением в 2019 году срока давности по инкриминируемой статье.

## Награды

### Медали
- Медаль „За отвагу“ (8 декабря 1995 года)
- Медаль «За отличие в воинской службе» I степени
- Медаль «За безупречную службу» I, II и III степеней.

### Юбилейные медали
- Юбилейная медаль «60 лет Вооружённых Сил СССР»;
- Юбилейная медаль «70 лет Вооружённых Сил СССР»;
- Медаль «В память 250-летия Ленинграда»;
- Юбилейная медаль «300 лет Российскому флоту»»;
- Медаль «В память 25-летия окончания боевых действий в Афганистане».

### Общественные награды
- Лауреат «Премии Альбрехта» 2007 года[79]
- Номинант премии Евросоюза носящей имя Андрея Сахарова(2008 года)[80][81][82]
- Медаль «За офицерскую честь» («Офицеры России») 1 ноября 2013 года;
- Медаль ордена «Сила России» в ознаменование 100-летия военно-воздушных сил «100 лет ВВС» 10 августа 2012 года;
- Медаль «Спецназ России»;
- Медаль «Спецназ ВМФ»;
- Медаль «Благотворительность России. За активное участие» 9 апреля 2013 года;
- Медаль «Юридическая служба. За заслуги» 23 февраля 2013 года;
- Медаль «125 лет водолазной службе России»;
- Медаль «130 лет водолазной службе России».

### Благодарности
- Председателя КГБ СССР (приказ от 7 августа 1980 года);
- КГБ СССР (приказ от 20 июля 1984 года)

### Ценные наградные подарки
Приказ Председателя КГБ СССР № 0439 от 24 июня 1991 года[что?]

## Родители
Отец — Трепашкин Иван Савельевич, 1908 года рождения, белорус, активный участник колхозного движения 1930-х, участник советско-финляндской войны 1939—1940 гг. и Великой Отечественной воны 1941—1945 гг.. Стрелок отдельного лыжного батальона.
Мать — Трепашкина (Онищенко) Марфа Титовна, 1914 года рождения, белоруска, участница Великой Отечественной воны 1941—1945 гг. (партизанская связная).